# Zápas na Letních olympijských hrách 1976 – muži, řecko-římský do 48 kg
Zápas řecko-římský ve váhové kategorii do 48 kg probíhal na Letních olympijských hrách 1976 v Montrealu, v multifunkční hale Maurice Richard Arena. O medaile se utkalo celkem 15 zápasníků.

## Turnajové výsledky
Za prohru zápasníci získávají záporné body. 6 bodů vyřazuje zápasníka z dalších bojů. Poté, co zbývají poslední tři borci, utkají se tito ve finálovém kole o medaile.
Legenda
- TF — Lopatkové vítězství
- IN — Vítězství pro soupeřovo zranění
- DQ — Vítězství pro soupeřovu pasivitu
- D1 — Vítězství pro soupeřovu pasivitu, vítěz taktéž napomínán
- D2 — Oba zápasníci diskvalifikováni pro pasivitu
- FF — Kontumační vítězství
- DNA — Soupeř nenastoupil
- TPP — Trestné body celkem
- MPP — Trestné body za zápas

Sankce
- 0 - Lopatkové vítězství, technická převaha, pro pasivitu, zranění soupeře, nenastoupení
- 0,5 - Výhra na body, 8-11 bodů rozdíl
- 1 - Výhra na body, 1-7 bodů rozdíl
- 2 - Výhra pro pasivitu, vítěz taktéž napomínán
- 3 - Prohra na body, 1-7 body rozdíl
- 3,5 - Prohra na body, 8-11 bodů rozdílu
- 4 - Prohra lopatková, technickou převahu, pro pasivitu, zranění, nenastoupení

### Kolo 1
| TPP | MPP |                               | Skóre     |                                   | MPP | TPP |
| --- | --- | ----------------------------- | --------- | --------------------------------- | --- | --- |
| 4   | 4   | Lee In-Chang (KOR)            | 6 - 20    | Stefan Angelov (BUL)              | 0   | 0   |
| 4   | 4   | Antonio Quistelli (ITA)       | TF / 2:33 | Khalil Rashid-Mohammadzadeh (IRI) | 0   | 0   |
| 3   | 3   | Jošite Moriwaki (JPN)         | 3 - 4     | Gheorghe Berceanu (ROU)           | 1   | 1   |
| 3   | 3   | Aleksander Zajączkowski (POL) | 6 - 11    | Sirvano Valdes (CUB)              | 1   | 1   |
| 0   | 0   | Mitchell Kawasaki (CAN)       | 17 - 1    | Byambajavyn Javkhlantögs (MGL)    | 4   | 4   |
| 0   | 0   | Alexej Šumakov (URS)          | DQ / 7:45 | Ferenc Seres (HUN)                | 4   | 4   |
| 4   | 4   | Michael Farina (USA)          | 4 - 19    | Salih Bora (TUR)                  | 0   | 0   |
| 0   |     | Dietmar Hinz (GDR)            |           | Bye                               |     |     |

### Kolo 2
| TPP | MPP |                                   | Skóre     |                               | MPP | TPP |
| --- | --- | --------------------------------- | --------- | ----------------------------- | --- | --- |
| 1   | 1   | Dietmar Hinz (GDR)                | 16 - 12   | Lee In-Chang (KOR)            | 3   | 7   |
| 0   | 0   | Stefan Angelov (BUL)              | DQ / 5:19 | Antonio Quistelli (ITA)       | 4   | 8   |
| 4   | 4   | Khalil Rashid-Mohammadzadeh (IRI) | TF / 8:09 | Jošite Moriwaki (JPN)         | 0   | 3   |
| 1   | 0   | Gheorghe Berceanu (ROU)           | TF / 0:20 | Aleksander Zajączkowski (POL) | 4   | 7   |
| 5   | 4   | Sirvano Valdes (CUB)              | TF / 2:25 | Mitchell Kawasaki (CAN)       | 0   | 0   |
| 8   | 4   | Byambajavyn Javkhlantögs (MGL)    | DQ / 6:24 | Alexej Šumakov (URS)          | 0   | 0   |
| 8   | 4   | Ferenc Seres (HUN)                | TF / 5:10 | Michael Farina (USA)          | 0   | 4   |
| 0   |     | Salih Bora (TUR)                  |           | Bye                           |     |     |

### Kolo 3
| TPP | MPP |                         | Skóre     |                                   | MPP | TPP |
| --- | --- | ----------------------- | --------- | --------------------------------- | --- | --- |
| 3   | 3   | Salih Bora (TUR)        | 18 - 22   | Dietmar Hinz (GDR)                | 1   | 2   |
| 0   | 0   | Stefan Angelov (BUL)    | DQ / 8:51 | Khalil Rashid-Mohammadzadeh (IRI) | 4   | 8   |
| 3   | 0   | Jošite Moriwaki (JPN)   | TF / 6:00 | Sirvano Valdes (CUB)              | 4   | 9   |
| 1   | 0   | Gheorghe Berceanu (ROU) | 14 - 1    | Mitchell Kawasaki (CAN)           | 4   | 4   |
| 0   | 0   | Alexej Šumakov (URS)    | DQ / 5:50 | Michael Farina (USA)              | 4   | 8   |

### Kolo 4
| TPP | MPP |                       | Skóre     |                         | MPP | TPP |
| --- | --- | --------------------- | --------- | ----------------------- | --- | --- |
| 7   | 4   | Salih Bora (TUR)      | DQ / 8:29 | Stefan Angelov (BUL)    | 0   | 0   |
| 6   | 4   | Dietmar Hinz (GDR)    | TF / 2:08 | Gheorghe Berceanu (ROU) | 0   | 1   |
| 4   | 1   | Jošite Moriwaki (JPN) | 8 - 4     | Mitchell Kawasaki (CAN) | 3   | 7   |
| 0   |     | Alexej Šumakov (URS)  |           | Bye                     |     |     |

### Kolo 5
| TPP | MPP |                      | Skóre     |                         | MPP | TPP |
| --- | --- | -------------------- | --------- | ----------------------- | --- | --- |
| 0   | 0   | Alexej Šumakov (URS) | TF / 5:25 | Jošite Moriwaki (JPN)   | 4   | 8   |
| 3   | 3   | Stefan Angelov (BUL) | 3 - 4     | Gheorghe Berceanu (ROU) | 1   | 2   |

### Finále
Výsledky z předchozích kol se započítávají do finále (žlutě zvýrazněno)
| TPP | MPP |                         | Skóre  |                         | MPP | TPP |
| --- | --- | ----------------------- | ------ | ----------------------- | --- | --- |
|     | 3   | Stefan Angelov (BUL)    | 3 - 4  | Gheorghe Berceanu (ROU) | 1   |     |
|     | 1   | Alexej Šumakov (URS)    | 5 - 4  | Stefan Angelov (BUL)    | 3   | 6   |
| 4   | 3   | Gheorghe Berceanu (ROU) | 6 - 10 | Alexej Šumakov (URS)    | 1   | 2   |

## Finálové pořadí
1. Alexej Šumakov (URS)
2. Gheorghe Berceanu (ROU)
3. Stefan Angelov (BUL)
4. Jošite Moriwaki (JPN)
5. Dietmar Hinz (GDR)
6. Mitchell Kawasaki (CAN)
7. Salih Bora (TUR)
8. Khalil Rashid-Mohammadzadeh (IRI) and  Michael Farina (USA)